# Fisklösen (Floda socken, Dalarna, 671259-144211)
Fisklösen är en sjö i Gagnefs kommun i Dalarna och ingår i Dalälvens huvudavrinningsområde.